# Gamaret
Gamaret  ist eine Rebsorte. Es handelt sich um eine Neuzüchtung der Eidgenössischen Forschungsanstalt für Pflanzenbau (Agroscope RAC Changins) in Pully. 1970 entwickelten André Jaquinet und Dominique Maigre in Pully (Kanton Waadt/Schweiz) diese Sorte durch Kreuzung von Gamay und Reichensteiner. 1991 erhielt die Sorte den Eintrag in die Schweizer Sortenliste. Die Rebsorte wurde auf ca. 120 Parzellen getestet (insgesamt 3 bis 4 Hektar auf allen wichtigsten Bodenarten), die über das ganze Kantonsgebiet verstreut sind.
Aus derselben Kreuzung ging die Neuzüchtung Garanoir hervor.
Dank der sehr hohen Resistenz gegen Grauschimmelfäule (Botrytis cinerea) und einer frühen Reife erfreut der Gamaret großer Beliebtheit bei den Produzenten. Die Rebe wird inzwischen auf einer Fläche von rund 367 Hektar in der Schweiz angebaut (Stand 2007, Quelle: Office fédéral de l'agriculture OFAG) unter anderem am Genfersee (Peissy, La Côte). In kleinen Mengen wird sie auch in Deutschland kultiviert (Anbaugebiet Württemberg). Die Forschungsanstalt Geisenheim betreibt ebenfalls kleine Flächen für den Versuchsanbau.
Der Kunde schätzt den Gamaret aufgrund der farbkräftigen, würzigen Rotweine, die er liefert. Den Wein kann man gut lagern.
Siehe auch die Artikel Weinbau in der Schweiz und Weinbau in Deutschland sowie die Liste von Rebsorten.
Synonym: Zuchtstammnummer B13
Abstammung: Gamay x Reichensteiner